# Greny (rivière)
 (août 2025).
Si vous disposez d'ouvrages ou d'articles de référence ou si vous connaissez des sites web de qualité traitant du thème abordé ici, merci de compléter l'article en donnant les références utiles à sa vérifiabilité et en les liant à la section « Notes et références ».
Cet article concerne la rivière de Suisse. Pour la commune française, voir Greny.
 (mars 2013).
Améliorez-le ou discutez des points à vérifier. 
Le Greny est un cours d'eau artificiel du canton de Vaud, en Suisse.
Créé par une dérivation de la Versoix, le Greny arrose notamment Commugny où il faisait fonctionner une turbine fournissant l'éclairage public ainsi qu'une scierie et alimentait le château de Coppet en eau potable. 